# Zone industrielle de Kaesong

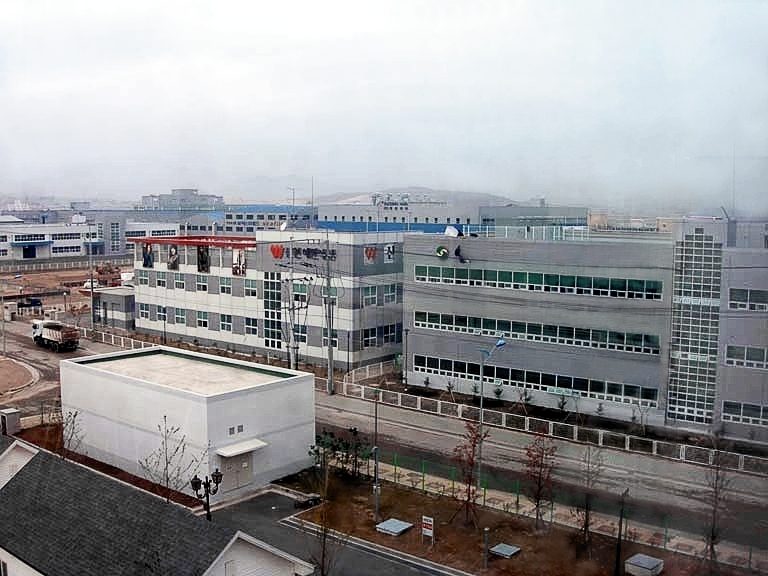
Zone industrielle de Kaesong.

La zone industrielle de Kaesŏng (en coréen : 개성공업지구), créée en 2002, est une région industrielle formant l'une des trois régions administratives spéciales de la Corée du Nord.

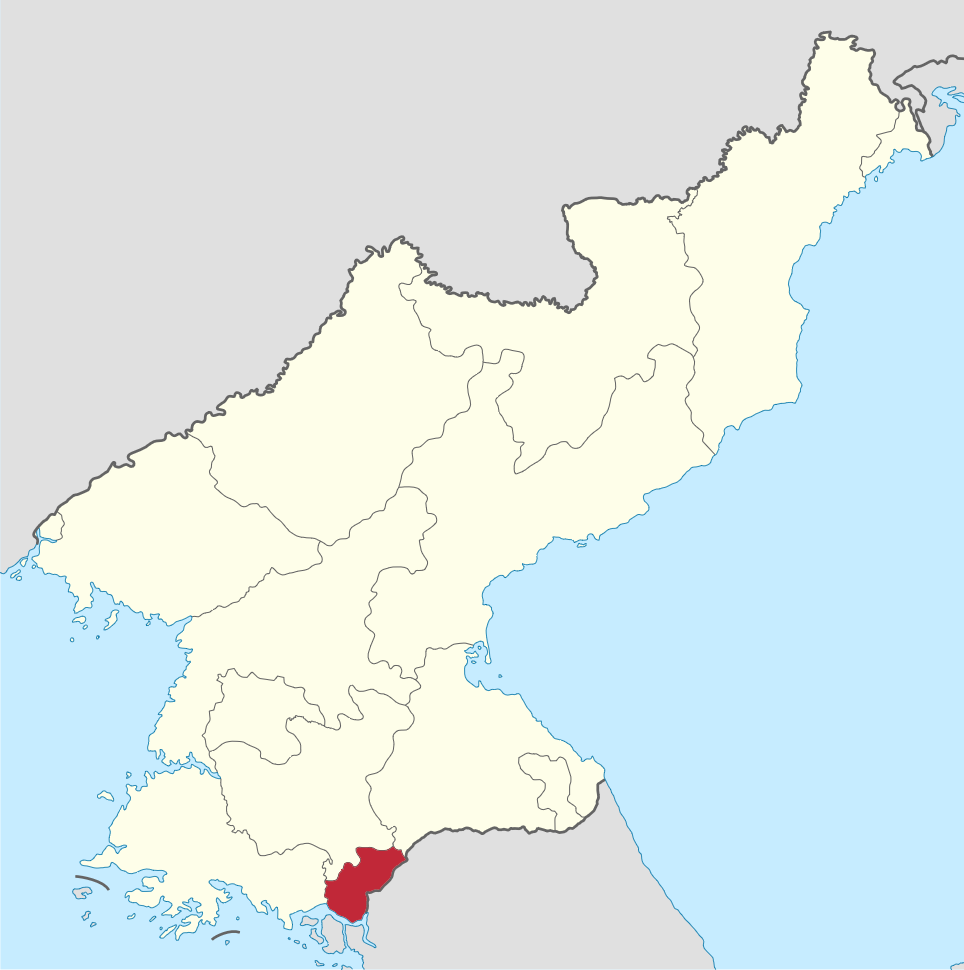
Localisation de la Zone industrielle de Kaesong dans la province de Hwanghae du Nord (Corée du Nord)

Elle se trouve à moins de 10 km au sud-est de la ville de Kaesŏng et à environ 5 km de la zone coréenne démilitarisée (notamment de la Joint Security Area), ainsi qu'à environ 50 km au nord-ouest de Séoul, la capitale de la Corée du Sud, tandis que Pyongyang, la capitale nord coréenne est à plus de 140 km vers le nord-ouest.
Le parc industriel intercoréen, développé dans cette zone sur une superficie de 66 km2, est un effort de collaboration économique entre les deux Corée et est accessible directement par route et rail à partir de la Corée du Sud. Sa construction a commencé en juin 2003 et, en août 2003, les deux Corée ont ratifié une entente économique destinée à faciliter les investissements. Le projet pilote a été complété en juin 2004 et le parc a ouvert ses portes en décembre 2004. En 2012, 123 entreprises sud-coréennes emploient 50 000 nord-coréens pour un chiffre d'affaires annuel de 400 millions de dollars. Chaque jour, 400 Sud-Coréens franchissent la frontière par l'autoroute du Gyeongui pour se rendre à leur travail totalisant un million de passages entre 2003 et 2012. 
| Année                                    | 2005   | 2006   | 2007    | 2008    | 2009    | 2010    | 2011    | 2012    | 2013    | 2014    |
| ---------------------------------------- | ------ | ------ | ------- | ------- | ------- | ------- | ------- | ------- | ------- | ------- |
| Entreprises                              | 18     | 30     | 65      | 93      | 117     | 121     | 123     | 123     | 123     | 125     |
| Employés                                 | 17 621 | 11 189 | 22 538  | 38 931  | 42 561  | 48 284  | 48 206  | 53 448  | 52 329  | 53 947  |
| Chiffre d'affaires (milliers de dollars) | 14 906 | 73 737 | 184 779 | 251 422 | 256 475 | 323 323 | 401 848 | 469 650 | 223 780 | 469 970 |

## Historique

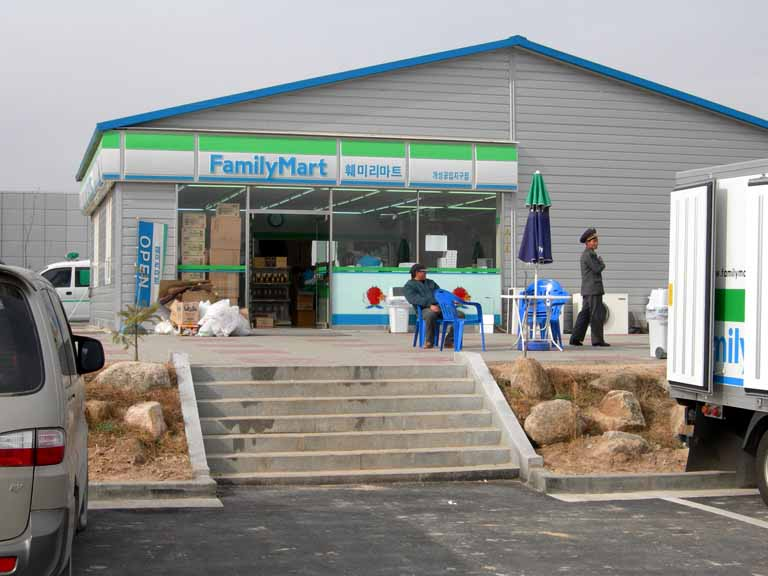
Une épicerie FamilyMart dans la zone industrielle.

Le parc industriel de Kaesong a accueilli à partir de juin 2003 des entreprises étrangères, qui restaient en 2006 exclusivement sud-coréennes, dans le cadre de la coopération économique entre les deux Corée conduite en application de la déclaration conjointe du 15 juin 2000. Lors d'une réunion du Parti Uri tenue à Pusan le 16 octobre 2005, Chung Dong-young, ministre sud-coréen de la réunification, a précisé que 15 entreprises sud-coréennes s'étaient déjà installées dans le parc industriel de Kaesong et employaient 7 000 Nord-Coréens. Selon lui, le nombre d'entreprises présentes devrait s'élever à 300 fin 2006 et pourrait atteindre 1 000 en 2008.
En octobre 2006, toutefois, seules 21 entreprises sont présentes, principalement dans l'industrie textile mais aussi les chaussures de sport, les montres, l'alcool, les emballages de cosmétiques. Selon la Banque de Corée (du Sud), lors de l'achèvement du parc en 2012, 730 000 Nord-Coréens pourraient travailler sur le site, pour un bénéfice annuel de la Corée du Nord estimé à 600 millions USD.
Le 15 février 2006, Lee Jong-suk, nouveau ministre sud-coréen de la réunification, a annoncé que des discussions étaient en cours pour l'implantation d'entreprises étrangères, non coréennes, dans la zone industrielle de Kaesong. En juin 2006, plus de cent hommes d'affaires et diplomates étrangers, provenant de douze pays, ont visité la zone industrielle de Kaesong. Étaient présents parmi eux le président de la KOTRA (l’Agence coréenne pour la promotion du commerce et des investissements) Hong Ki-hwa, le président de Hyundai Asan Yoon Man-joon, Jean-Daniel Rolinet de Samsung Thales et Claus Bernard Auer de l’ambassade d’Allemagne à Séoul. Le refus américain de considérer comme sud-coréens les produits fabriqués par les entreprises sud-coréennes à Kaesong constitue une pomme de discorde entre les deux pays dans la négociation d'un accord de libre-échange.
En mars-avril 2008, on assiste à une détérioration des relations entre les deux Corée et Pyongyang expulse des cadres de la zone économique mixte. En novembre 2008, la Corée du Nord annonce qu'elle ferme le site industriel de Kaesong, les sites touristiques ainsi que les liaisons ferroviaires avec le Sud mettant fin à ce projet. Entre 1998 et 2008, la Corée du Sud a versé 2,9 milliards de dollars pour financer le complexe industriel de Kaesong, payer les salaires des 40 000 employés  nord-coréens sur ce site et subventionner les échanges commerciaux.
En mars 2009, la Corée du Nord a annoncé l'annulation de tous ses contrats avec la centaine de sociétés sud-coréennes à Kaesong, mettant en danger de faillite ces sociétés, selon leur porte-parole. La Corée du Sud a précisé que la question du sort d'un Sud-Coréen, détenu à Kaseong depuis le 30 mars, pour avoir, selon Pyongyang, critiqué le régime nord-coréen, devait être réglée avant toute autre négociation. En avril 2009, des négociations sont toutefois programmées pour parler des perspectives de règlement des deux conflits entre les deux nations même si «  les perspectives de négociations sont faibles » selon Chun Hae-sung, porte-parole du ministère de l'Unification, avant l'ouverture des pourparlers.
En mai 2010, le site emploie un millier de sud-coréens et 42 000 ouvriers nord-coréens mais, à la suite de l'incident de Baengnyeong, le ministre de l’Unification Hyun In-taek interdit d’effectuer de nouveaux investissements en Corée du Nord », et indique que le nombre de Sud-Coréens à Kaesong serait réduit.
Le 3 avril 2013, Pyongyang interdit l'accès au complexe de Kaesong aux ressortissants sud-coréens. Cette décision, qui survient en pleine crise diplomatique entre le régime nord-coréen et les États-Unis, a pour effet de faire douter la communauté internationale quant aux réelles motivations de Kim Jong-un. En effet, les conséquences directes seront une réduction des entrées de fonds au Nord et donc un handicap certain pour le régime en cas de guerre, ce qui est la situation la plus probable dans un futur proche d'après le Comité de la défense nationale,. Le 8 avril 2013, la Corée du Nord annonce qu'elle retire tous ses employés du complexe de Kaesong, provoquant la fermeture temporaire du site. Des négociations pour sa réouverture démarrent le 10 juillet 2013, un accord entre les deux pays est trouvé le 14 août. Le site a rouvert le 16 septembre 2013.
Le 11 février 2016, Pyongyang ordonne aux Sud-Coréens de quitter la zone de Kaesong, faisant suite à la décision de Séoul de fermer celle-ci, en réponse à l'essai nucléaire nord-coréen du 6 janvier 2016 et au tir de fusée réalisés par Pyongyang peu de temps avant et ce « afin que nos investissements dans ce complexe ne soient pas utilisés par le Nord pour financer son développement nucléaire et balistique » (déclaration du ministre sud-coréen de l’unification, Hong Yong-pyo). Le 12 février, les troupes de Pyongyang prennent le contrôle des usines sud-coréennes de la zone.
Une association représentant les 120 entreprises sud-coréennes qui exploitaient des usines à Kaesong a estimé la valeur des actifs laissés à 820 milliards de won (663 millions de dollars).
Le 6 octobre 2017, Pyongyang annonce avoir redémarré 19 usines textile du site sans l'autorisation des propriétaires sud-coréens, de facto, il s'agit d'une nationalisation sans compensation.